# Ṅ
Cette page contient des caractères spéciaux ou non latins. S’ils s’affichent mal (▯, ?, etc.), consultez la page d’aide Unicode.
Ṅ (minuscule : ṅ), appelé N point suscrit, est un graphème utilisé dans l’écriture du bolognais, de l’hopi, de l’igbo, de l’ika, du venda ou dans certaines romanisations ALA-LC, BGN/PCGN, GENUNG ou l’IAST. Il a aussi été utilisé dans l’écriture du ronga avant 1989. Il s'agit de la lettre N diacritée d'un point suscrit.

## Utilisation
En venda, ‹ ṅ › représente le son /ŋ/.
La norme de translittération de l’alphabet cyrillique ISO 9 utilise ‹ ṅ › pour représenter la lettre Ҥ (en-gué).
Cette lettre est utilisée également pour noter le son /ŋ/ dans des systèmes de transcription des langues indiennes : par exemple, dans la norme IAST du sanskrit, ‹ ṅ › représente ङ.

## Représentations informatiques
Le N point suscrit peut être représenté avec les caractères Unicode suivants :
- précomposé (latin étendu additionnel)[1] :

| formes    | représentations | chaînes de caractères | points de code | descriptions                            |
| --------- | --------------- | --------------------- | -------------- | --------------------------------------- |
| capitale  | Ṅ               | Ṅ                     | U+1E44         | lettre majuscule latine n point en chef |
| minuscule | ṅ               | ṅ                     | U+1E45         | lettre minuscule latine n point en chef |

- décomposé (latin de base, diacritiques) :

| formes    | représentations | chaînes de caractères | points de code | descriptions                                        |
| --------- | --------------- | --------------------- | -------------- | --------------------------------------------------- |
| capitale  | Ṅ               | N◌̇                    | U+004E U+0307  | lettre majuscule latine n diacritique point en chef |
| minuscule | ṅ               | n◌̇                    | U+006E U+0307  | lettre minuscule latine n diacritique point en chef |